# Sásabe (Sonora)
Sásabe (auch El Sásabe oder Aduana del Sásabe genannt) ist ein Ort im mexikanischen Municipio Sáric im Norden des Bundesstaates Sonora. 
El Sásabe liegt an der Grenze zu Arizona, USA, gegenüber von Sasabe (Arizona), auf 1036 Metern Höhe in der Zeitzone UTC-7. Im Jahr 2010 hatte der Ort 1295 Einwohner. Die Postleitzahl von Sásabe ist 83870.
Der wenig benützte Grenzübergang verbindet die Arizona State Route 286 im Norden mit mehreren Naturstraßen im Süden, wovon eine seit 2006 ausgebaut wird.